# Придача (деревня)
Придача— деревня в Малоярославецком муниципальном районе Калужской области. Входит в сельское поселение «Деревня Рябцево».
Придача — добавка к земле, прибавка к жалованью(окладу). Придача к окладу и к даче давалась по количеству и качеству службы.

## География
Расположена на берегу Путынки. 
Рядом —  Рябцево, Косилово, Бутырки.

## История
В 1782 году — деревня Придача Степана Мироновича Рахманова, Ивана Фёдоровича Гринёва, на левой стороне речки Путынка.    
В 1891 году — входила в Бабичевскую волость Малоярославецкого уезда. 
В состав Рябцевского сельсовета вошли следующие населённые пункты: Рябцево, Песочня , Придача, Косилово, Бутырки, Нероновка, Машкино, Яблоновка, Вараксино, Станки, Митюринка.

## Население
| 2002 | 2010 |
| ---- | ---- |
| 10   | ↘9   |